# Sundbusserne
Sundbusserne er et færgeselskab, der driver passageroverfart mellem Helsingør og Helsingborg (Sverige).
Sundbusserne begyndte driften i marts 1958, efter daværende skibsreder Ragnar Moltzau senior (Moltzau Line) i 1956 besluttede at udfordre tog- og bilfærgerne på ruten mellem Helsingør og Helsingborg. Både havnedirektøren i Helsingør og DSB, der sammen med SJ drev bil- og togfærge overfarten, klagede, men til sidst fik det ny rederi plads længst ude på sydmolen. Idéen var, at den ny færgerute hverken skulle transportere tog eller biler, men udelukkende mennesker. Derfor blev de første to små færger, Henrik og Pernille fra Alssund Skibsværft i Sønderborg, senere færdigbygget hos Burmeister & Wain, indrettet til alene passagertransport. I løbet af kort tid blev indsat en tredje og større færge, Jeppe, med en kapacitet på 160 passagerer. Også Erasmus og Magdalone er fartøj, der har været brugte på ruten.
Alle færgerne blev navngivet efter personer i kendte Holberg-komedier. Det tog ikke mange år for Sundbusserne at etablere sig som en fast institution for både danskere og svenskere, og de to oprindelige både udskiftet med større. På et tidspunkt rådede rederiet over fire færger i drift og kunne på en enkelt dag sejle 96 enkelt-ture over Sundet med flere end 18.000 passagerer. I 1981 kom en ny og større Pernille til, den tredje i rækken, og det er den færge der i dag besejler overfarten. De senere år var alle bådene ejet af A/S Moltzau Tankrederi, Oslo (Norge), og sejlede siden 2001 under svensk flag, men udchartret til Sundbusserne A/S i Helsingør.
10 arkitekttegnede og nybyggede færger blev indsat på overfarten i løbet af 50 år (1958-2007), og tre nye terminaler måtte der til. Også tre generationer af Moltzau-familien har ført Sundbusserne gennem et af verdens mest befærdede farvande i løbet af fem årtier, stifteren Ragnar Moltzau senior, hans søn Ragnar Moltzau, og barnebarnet Nicolai Moltzau.
I december 2006 blev Sundbusserne solgt til det norske selskab Eitzen Holdings, og Maj 2007 skiftedes navnet til Ace link. I 2008 blev der indsat to nybyggede færger, designet som cruise-skibe, men succesen udeblev og rederiet gik konkurs i begyndelsen af 2010.
Sundbusserne blev reetableret med en ny ejerkreds som "Sundbusserne af 2010", det rederi der i dag besejler overfarten med M/S Sundbus Pernille (tidligere Sileta ACE, 2007-2010), og M/S Sundbus Jeppe (fra 2018).
Rederiet ejer også M/S Lea Elizabeth, som sejler cruises mellem København og Helsingør.

## Både der har sejlet hos Sundbusserne
- M/S Sundbus Pernille (1958-1966)
- M/S Sundbus Henrik (1958-1966)
- M/S Sundbus Jeppe (1959-1973)
- M/S Sundbus Henrik II (1964-1975)
- M/S Sundbus Pernille II (1965-1975)
- M/S Sundbus Baronen (1969-1981)
- M/S Sundbus Erasmus (1971-2001)
- M/S Sundbus Magdelone (1972-2007)
- M/S Sundbus Jeppe (1974-2004, 2018-)
- M/S Sundbus Pernille (1981-2007, 2010-)[2]